# هاي كوكي
هاي كوكي ، بسكويت راقي (بالكورية: 하이쿠키)‏ هو مسلسل ويب كوري جنوبي، بطولة نام جي-هيون، تشوي هيون-ووك، كيم مو-ايول. عرض على إل جي يو+ في 23 أكتوبر الى 23 نوفمبر 2023.

## القصة
تقع مدرسة ثانوية من النخبة في عالم محفوف بالمخاطر من البسكويت السحري المصنوع يدويًا والذي يحقق الأحلام. يحكي قصة امرأة يجب عليها أن تدخل الفوضى بمفردها لإنقاذ شقيقتها الأصغر.

## طاقم

### رئيسي
- نام جي هيون (تشوي سو يونغ)- تعمل كعاملة مؤقت في أحد المصانع. تعتني بشقيقتها الأصغر منها والتي تصغرها بثلاث سنوات. عندما أصبحت تشوي سو يونغ تبلغ من العمر 18 عامًا، كانت بحاجة إلى كسب المال لدعم أسرتها. تخلت عن المدرسة الثانوية وبدأت العمل في أحد المصانع.[4]
- تشوي هيون-ووك (سيو هو سو)- التحق بمدرسة جونجهان الثانوية، والتي تعتبر أفضل مدرسة ثانوية خاصة في البلاد. على الرغم من أن والديه فقراء ماليًا، إلا أنه قادر على الحصول على أعلى الدرجات بسبب ذكائه وتصميمه.[4]
- كيم مو يول (يو سونج بيل)- هو أفضل أخصائي للقبول الجامعي. يستخدم أي وسيلة ضرورية، حتى غير قانونية، لمساعدة طلابه على دخول الجامعة التي يرغبون فيها. وهو شخص غامض تماما. على الرغم من أن أحدًا لم يطلب منه ذلك، إلا أنه ذهب إلى مدرسة جونهان الثانوية وتولى منصبًا كبيرا لفصل الصف الثالث بأكمله.[4]

### دور داعم
- جونغ دا بين في دور تشوي مين يونغ[5]
- كيم مين في دور كواك مين-جو[6]
- تشوي جي سو في دور بارك جي هي[7]
- جونغ جاي سونغ في دور بارك سانغ جيل[8]
- سيو بيوم جون في دور سونغ جين وو
- تشاي سيو اون في دور بارك جي-هي[9]

## الانتاج
هي دراما أصلية لمنصة إل جي يو+ موبايل تي في، ومن تخطيط الاستوديو التابع أكس يو-بلس، تم إنتاجه بالاشتراك مع شركة الإنتاج أرك ميديا ومونستر يونين التابعة لكي بي اس.

## روابط خارجية
- هاي كوكي على موقع IMDb (الإنجليزية)
- هاي كوكي على موقع قاعدة بيانات الفيلم (الإنجليزية)
- هاي كوكي على هانسينما